# 健怡可樂
，是可口可乐公司於1982年7月8日推出的一款無糖汽水。包裝為白色，並添加難消化性麥芽糊精，宣稱幫助腸胃蠕動。

## 歷史

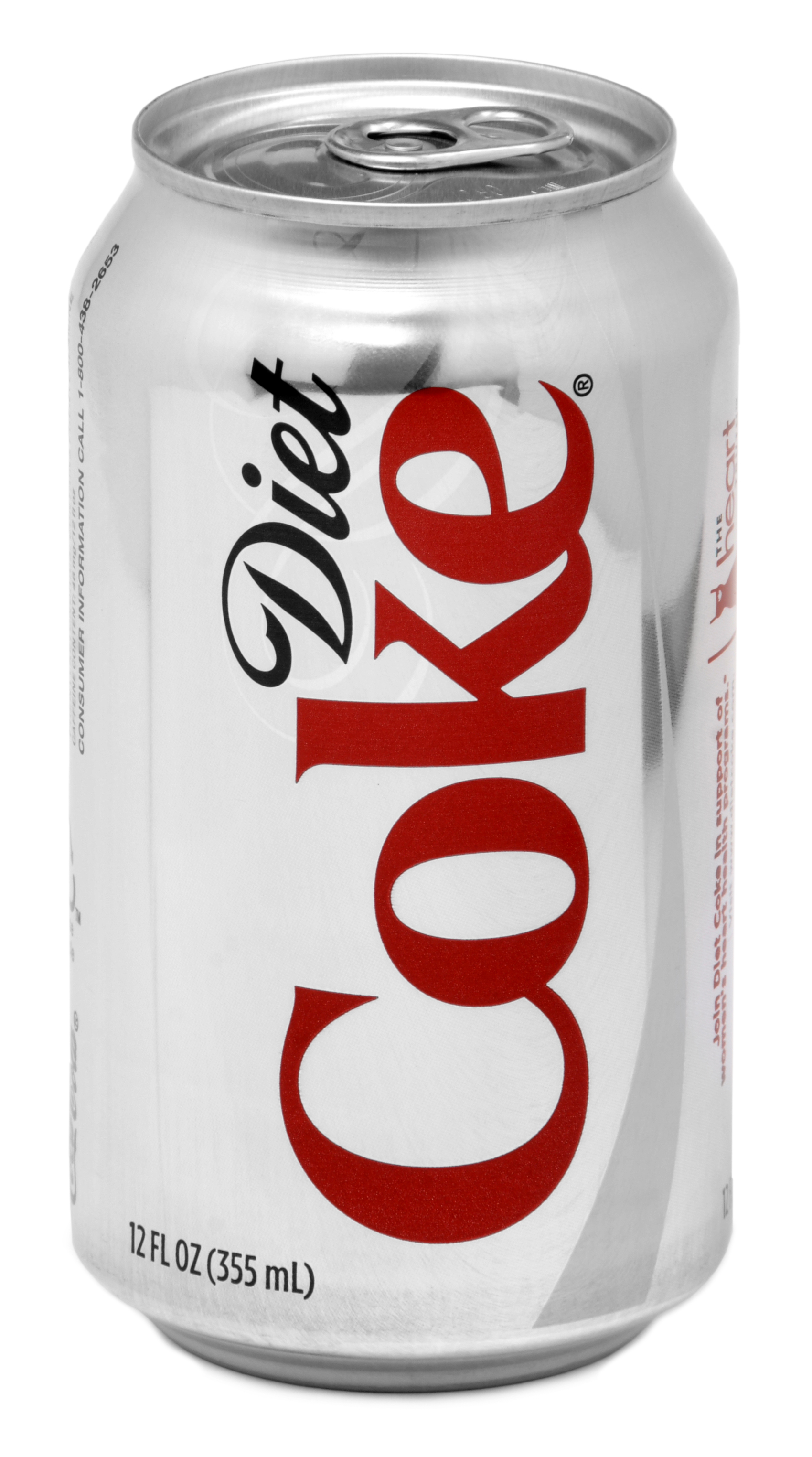
健怡可樂的易开罐。

1963年，推出可口可樂公司首個低熱量汽水Tab。最初，可口可樂公司拒絕以可口可樂为名稱的產品，擔心其品牌可能因此遭受负面效应。而它的競爭對手百事可乐公司则选择推出Diet Pepsi以应对。在百事取得長期成功後，可口可樂公司決定推出一款低熱量汽水投入競爭，並可口可樂的名义上市，因此比Tab更容易获得市场青睐。
健怡可樂并不使用可口可樂配方的修改版，而是完全不同的配方。1985年，公司推出了备受爭議的新可口可樂。其使用了含有高果糖玉米糖漿的健怡可樂配方，但各种成分之間的比例略有不同。2004年，公司推出了可口可樂C2，聲稱其口味更接近可口可樂，但仅含一半的糖分。2005年，公司又推出了零系可口可樂，是常規可口可樂的無糖變體。
在1983年甜味剂引入美国后，健怡可樂使用阿斯巴甜增加可乐的甜度。在此之前，公司一直使用糖精以节省成本。2005年，因零售商沃爾瑪认为甜味劑Splenda较受大众歡迎，公司發布了一款名為 "Diet Splice sweetened with Splenda" 的新产品。该产品使用三氯蔗糖和乙酰磺胺酸钾代替阿斯巴甜。早期銷售弱於預期，因此公司對该产品投入了较少的廣告，而将投资与宣传的重心转向零系可口可樂上。到2009年下半年，Splenda配方健怡可樂停售。

## 健康爭議
关于健怡可乐最常见的争议主要在其使用阿斯巴甜上。美国公共利益科学中心主任迈克尔·F·雅各布森认为，相对于常规的可乐，健怡可乐不易让人患上糖尿病、心脏病和肥胖病等疾病。但这种添加了阿斯巴甜的饮品，却可能让人患上癌症，对健康会造成威胁。而美国歌手泰勒·斯威夫特代言健怡可乐一事，也遭到了该组织抨击对儿童有负面影响。英国药剂师尼拉吉·奈克认为，健怡可乐中的甜味劑會导致身體儲存脂肪并激發人们的嗜甜慾望，形成惡性循環。
研究发现，苯甲酸钠会在活酵母细胞的线粒体DNA中分解。2007年英國食物標準局發佈報告稱苯甲酸钠與注意力不足過動症相關，並能降低兒童的智力。2008年1月，在英國發售的健怡可樂不再添加苯甲酸钠，但其它可樂產品和其它地區生產的可樂仍含有苯甲酸钠成分。

## 外部連結
- 官方网站